# Episema sareptana
Episema sareptana là một loài bướm đêm trong họ Noctuidae.